# لاوری تایپاله
لاوری تایپاله (فنلاندی: Lauri Taipale; ۱۱ سپتامبر ۱۹۱۱ – ۲۱ فوریهٔ ۱۹۵۰) بازیکن فوتبال اهل فنلاند بود.
وی همچنین در تیم ملی فوتبال فنلاند بازی کرده‌است.